# ماسكاردي (بحيرة)
بحيرة ماسكاردي (بالأسبانية Lago Mascardi) هي بحيرة في شمال منطقة باتاغونيا في مقاطعة ريو نيغرو في الأرجنتين.
تقع البحيرة قرب المدينة المنتجع باريلوتشي وضمن متنزه ناويل وابي الوطنية.
والبحيرة ذات أصل جليدي، وهي مسماة على اسم نيكولاس ماسكاردي وهو يسوعي من القرن السابع عشر قام ببعثة تبشيرية في المنطقة.